# Рав Мари бар Рахель
Рав Мари бар Рахель— (ивр. רב מרי בר רחל‎) Амора четвёртого поколения живший в Персии.

## Происхождение
Рав Мари был сыном нееврея по имени Исор, который был женат на дочери аморая Шмуэля. Исор прошёл гиюр и перешёл в еврейство, тем не менее рав Мари назван сыном Рахели, а не сыном Исора.
Рав Мари находился в дружеских отношениях с амораем Равой, учась у которого он стал одним из лидеров евреев Персии своего поколения.
У рава Мари было двое детей, которые также были выдающимися мудрецами:
- Мар Зутра
- рав Ада Саба

## Постановления связанные с его именем
Согласно галахе Рав Мари не мог быть прямым наследником своего отца — гера, который был состоятельным человеком. В талмуде приводится обсуждение возможности передачи Исором раву Мари прав на 13,000 динаров, которые находились на хранении у аморы Рабы. В результате этой дискуссии была выработанана особая форма приобретения собственности — «киньян одита» (ивр. קנין אודיתא‎), приобретение путём устного признания права собственности).